# اسم تجاري
الاسم التجاري هو الاسم الذي يتداوله مشروع تجاري لأغراض تجارية، وعلى الرغم من إنه تجاري لكنه مسجل وقانوني ويستخدم في العقود والمواقف الرسمية الأخرى، يمكن القول عموماً أن الأسماء التجارية ممولة.
تستخدم الشركات الأسماء التجارية للمساعدة في تسويق منتجاتها أو تعزيز علاماتها التجارية. ويمكن أيضاً أن تستخدم الأسماء التجارية لإبعاد شركة من الدعاية السيئة.
مصطلح «الاسم التجاري» يستخدم أيضاً، وبخاصة في الصناعات الدوائية والكيميائية، ويكون لاسم المنتج أو اسم العلامة التجارية معنى. على سبيل المثال، النايلون مشتق اسمه (من نيويورك - لندن):
"Nylon" = New York - London
وقد أصبح اسماً عاماً، وهو في الأصل الاسم التجاري لمادة البولي أميد وفقا الرابطة التعبئة والأرشطة.